# 組織系建築設計事務所
組織系建築設計事務所（そしきけいけんちくせっけいじむしょ）は、設計専業で特に規模の大きな建築設計事務所に対する通称である。アトリエ系建築設計事務所としばしば比較される。

## 特徴
一つの建築設計事務所で、意匠・建築構造・建築設備・エンジニアリングシステムなどを計画・設計することが可能であり、さらに建築工事現場における監理もできるという特徴を持つ。全国の主要都市（あるいは海外）に支店・支社等があり、日本あるいは海外各地の大規模な建築物の設計・監理を行っていることが多い。このような背景のもと多くの物件・事業、多種の建築物にも対応が可能であるため、必然的に実績等を蓄積している場合が多い。その反面、アトリエ系事務所に比べると、経済効率や信頼性が優先される傾向にあるため、実験的なデザイン等を自由に行うことが少ない。しかしながらデザイン性に劣るというわけではなく、堅実なデザインを得意とするという側面が強いといえる。なお組織系事務所出身のアトリエ系建築家も少なくない。

## 主な組織系建築設計事務所
- 日建設計（住友系）
  - 在籍・出身建築家は日建設計#関連項目を参照
- NTTファシリティーズ（旧逓信省営繕課・電電公社建築部）
  - 在籍・出身建築家はNTTファシリティーズ#人物を参照
- 日本設計（旧日本興業銀行系）
  - 在籍・出身建築家は日本設計#在籍者・出身者を参照

- 三菱地所設計（旧三菱地所設計部）
  - 在籍・出身建築家は三菱地所設計#関連項目を参照
- JR東日本建築設計（旧国鉄営繕部・東日本旅客鉄道建築設計部）
  - 在籍・出身建築家はJR東日本建築設計#関連項目を参照

- 坂倉準三建築研究所・坂倉建築研究所
  - 坂倉建築研究所の在籍建築家は坂倉建築研究所#OB
- 山下設計
  - 在籍・出身建築家は山下設計#関連人物を参照
- 安井建築設計事務所
  - 在籍・出身建築家は安井建築設計事務所#人物を参照
- 石本建築事務所
  - 在籍・出身建築家は石本建築事務所#人物を参照
- 佐藤武夫事務所・佐藤総合計画
  - 在籍・出身建築家は佐藤総合計画#関連人物を参照

- アール・アイ・エー
  - 在籍・出身建築家はアール・アイ・エー#関連人物を参照

- 横河工務所・横河建築設計事務所
  - 在籍・出身建築家は横河建築設計事務所#関連人物を参照

- 久米設計
  - 在籍・出身建築家は久米設計#関連人物を参照

- 松田平田設計
  - 在籍・出身建築家は松田平田設計#関連項目を参照

- 大建設計
  - 在籍・出身建築家は大建設計#関連項目を参照

- 梓設計
  - 在籍・出身建築家は梓設計#外部リンクを参照

- 東畑建築事務所
  - 在籍・出身建築家は東畑建築事務所#関連項目を参照
- 日総建（旧逓信省営繕課・電電公社建築部出身者によって設立）
  - 在籍・出身建築家は日総建#関連項目を参照
- 日立建設設計
- 昭和設計

- 類設計室
  - 在籍・出身建築家は類設計室#関連項目を参照

- 東急設計コンサルタント
  - 在籍・出身建築家は東急設計コンサルタント#関連項目を参照

- アイ・エヌ・エー新建築研究所
  - 在籍・出身建築家はアイ・エヌ・エー新建築研究所#関連項目を参照

- 宮建築設計

- 内藤建築事務所
  - 在籍・出身建築家は内藤建築事務所#関連項目を参照

- 伊藤喜三郎建築研究所
  - 在籍・出身建築家は伊藤喜三郎#関連項目を参照
- IAO竹田設計
- 交建設計
- 青島設計
- 観光企画設計社
- プランテック総合計画事務所